# Raboliot (téléfilm)
Cet article concerne le téléfilm. Pour le roman, voir Raboliot.

Raboliot est un téléfilm de fiction réalisé par Jean-Daniel Verhaeghe et diffusé en 2008, d'après le livre de Maurice Genevoix.

## Fiche technique
- Réalisation : Jean-Daniel Verhaeghe
- Premier assistant réalisateur: Ferdinand Verhaeghe
- Scénario : Didier Dolna et Jean-Daniel Verhaeghe
- Musique : Carolin Petit et Viviane Willaume
- Costumes  : Nicole Meyrat
- Année : 2007

## Distribution
- Thierry Frémont :  Raboliot
- Thierry Gibault :  Sommedieu
- Apolline Rose : Delphine
- Aurélie Bargème : Flora
- Le Comte : Pierre Vernier
- Trochut : Hervé Caradec
- Sacerlotte : Grégory Montel
- Berlaisier : Julien Tortora
- Dagouret : Pascal Germain
- Boussu : Patrick Paroux
- Sandrine : Julie Voisin
- Volat : Pascal Elso
- Touraille : Roger Dumas
- Tancogne : Marcel Dossogne